# NGC 5425
NGC 5425 est une galaxie spirale située dans la constellation de la Grande Ourse. Sa vitesse par rapport au fond diffus cosmologique est de 2 225 ± 12 km/s, ce qui correspond à une distance de Hubble de 32,8 ± 2,3 Mpc (∼107 millions d'al). NGC 5425 a été découverte par l'astronome américain Lewis Swift en 1884.
La classe de luminosité de NGC 5420 est IV et elle présente une large raie HI. Elle renferme également des régions d'hydrogène ionisé.
À ce jour, sept mesures non basées sur le décalage vers le rouge (redshift) donnent une distance de 33,214 ± 4,931 Mpc (∼108 millions d'al), ce qui est à l'intérieur des valeurs de la distance de Hubble.

## Supernova
La supernova SN 2011ck a été découverte dans NGC 5425 le 12 mai 2011 par les astronomes amateurs canadien Jack Newton et américain Tim Puckett ainsi que par Zhangwei Jin et Xing Gao. Cette supernova était de type IIP.

## Groupe de NGC 5448
Selon A.M. Garcia, la galaxie NGC 5425 fait partie du groupe de NGC 5448. Ce groupe de galaxies compte au moins neuf membres. Les autres galaxies du groupe sont NGC 5377, NGC 5448, NGC 5480, NGC 5481, NGC 5500, NGC 5520, UGC 9056 et UGC 9083.
Selon Abraham Mahtessian, NGC 5425 et NGC 5448 forment une paire de galaxies. 